# Liste der hanseatischen Gesandten in Frankreich
Die Hansestädte Lübeck, Hamburg und Bremen verfügten von 1689 bis 1870 über gemeinsame diplomatische Vertreter, die bei der französischen Regierung akkreditiert waren. Ursprünglich lautete ihr Titel Agent des Villes Anséatiques (Agent der Hansestädte), im 19. Jahrhundert dann Ministerresident. Mit der Reichsgründung von 1871 endete die eigenständige diplomatische Vertretung der Hansestädte in Frankreich.

## Gesandte
| Jahre                        | Name                                                                                                   | Lebensdaten                                                                                            | Anmerkungen | Porträt                                                                                                |
| ---------------------------- | --- | --- | --- | --- |
| 1689–1717                    | Christophle Brosseau                                                                                   | * 1630; † 24. April 1717                                                                               | Gesandter des Kurfürsten von Braunschweig und Korrespondenzpartner Gottfried Wilhelm Leibniz’                                                                                    | |
| 1717–1727                    | Jacques de Cagny                                                                                       | † 11. Juni 1727                                                                                        | Advokat des Conseil du Roi | |
| 1727–1729                    | Antoine Poille                                                                                         | † Dezember 1729                                                                                        | Schrieb seinen Namen auch Poel, Poele, Poeilli und Poile | |
| 1730–1776                    | Luc Courchetet d’Esnans                                                                                | * 24. Juni 1695; † 2. April 1776                                                                       | Ab 1774 aus Altersgründen vertreten durch seinen Neffen Louis d’Hugier | |
| 1776–1785                    | Louis d’Hugier                                                                                         | * 1735; † 1785                                                                                         | War zuvor vom 21. Mai bis Oktober 1753 Hamburgischer Ratsherr auf Zeit, um als improvisierter protokollgerechter Repräsentant des Rats Ludwig XV. ein Dankschreiben zu übergeben | |
| 1785–1786 (geschäftsführend) | Graf Jean Diodati                                                                                      | * 1732; † 1807                                                                                         | Gesandter von Mecklenburg-Schwerin in Paris, nach d’Hugiers Tod bis zur Bestimmung eines neuen Agenten geschäftsführend                                                          | |
| 1786–1793                    | Michel-Alexis Fauvet de La Flotte                                                                      | * 3. März 1738; † 1797                                                                                 | | |
| 1797–1799                    | Friedrich Joachim Schlüter                                                                             | 1753–1813                                                                                              | | |
| 1803–1810                    | Konrad Christoph Abel                                                                                  | * 1750; † 19. September 1823                                                                           | Auch Conrad Christoph, Konradin Christoph, Christoph Conrad und Christoph Konradin                                                                                               | |
| 1810–1814                    | keine Beziehungen in der sog. Franzosenzeit, also während der Zugehörigkeit der Hansestädte zum Empire | keine Beziehungen in der sog. Franzosenzeit, also während der Zugehörigkeit der Hansestädte zum Empire | keine Beziehungen in der sog. Franzosenzeit, also während der Zugehörigkeit der Hansestädte zum Empire                                                                           | keine Beziehungen in der sog. Franzosenzeit, also während der Zugehörigkeit der Hansestädte zum Empire |
| 1814–1823                    | Konrad Christoph Abel                                                                                  | * 1750; † 19. September 1823                                                                           | Auch Conrad Christoph, Konradin Christoph, Christoph Conrad und Christoph Konradin                                                                                               | |
| 1824–1864                    | Vincent Rumpff                                                                                         | * 10. Dezember 1789; † 13. Februar 1867                                                                | | |
| 1864–1870                    | Hermann von Heeren                                                                                     | * 4. Oktober 1833; † 6. Mai 1899                                                                       | | |